# 朝霞市立朝霞第五小学校
朝霞市立朝霞第五小学校（あさかしりつ あさかだいごしょうがっこう）は、埼玉県朝霞市の公立小学校。市内では「五小」、他市からは「朝五小」と呼ばれる。全校生徒は947人名（2023年4月1日現在）。

## 概要
学校の象徴として“けやき”を取り入れている。校歌にも出てくるように伸び伸びとした情操教育を積極的に取り入れている。
2011年に新校舎工事によりプールが屋上に設置。既存のプール位置が校庭となり面積が広くなった。
2016年、創立50周年では、鳴子踊りのYOSAKOIで有名な朝霞市の土地柄から五小鳴子チーム「舞い踊れ！けやきっ子」が結成した。

## 沿革
- 1967年 - 開校
- 1968年 - プール完成
- 1973年 - 新校舎・室内体育館工事完了
- 1984年 - 飼育小屋完成
- 1999年 - 第二校庭新設、コンピュータ教室設置
- 2001年 - 1・2号館廊下床改修
- 2010年 - 新校舎完成、新体育館・プール建設工事着工
- 2011年 - 特別支援学級（知的）開設、新体育館およびプール完成
- 2016年 - 創立50周年記念式典。50周年を機に五小鳴子チーム「舞い踊れ！けやきっ子」が結成[2]。
- 2023年 - 男子460名、女子487名、計947名の児童数が通学する（4月1日現在）[1]。

## 教育目標
豊かな感性を持ち、主体的に学び、心身ともにたくましく生きる“けやき”の子。
- 「け」- 元気な子
- 「や」- 優しい子
- 「き」- 究める子

## その他
- 学校敷地内に「泉水放課後児童クラブ」がある。放課後児童クラブは保護者の就労等の理由により、家庭が常時留守となる児童が、放課後及び学校休業日に安全に楽しく過ごすための施設。小学校1年生から6年生まで利用する[4]。
- 土日に学校グランドを使用するスポーツクラブ（朝霞五小生徒で構成）
  - 三原fc／少年サッカークラブ[5]
  - 若松ブルーウイングス／少年野球クラブ[6]
- 卒業すると大半の生徒が朝霞市立朝霞第三中学校に進学する。

## 交通
JR武蔵野線　北朝霞駅、東武東上線　朝霞台駅より徒歩8分

## 周辺
- 朝霞台駅
- 北朝霞駅
- 本田技術研究所 ソリューションシステム開発センター
- TMGサテライトクリニック 朝霞台
- 朝霞市朝霞台出張所
- 弁財市民センター
- 朝霞三原郵便局

## 著名な卒業生
- 金子正男（メディアプロデューサー）[7] - 1988年卒
- 星川あかり（プロ野球選手）[8] - 2011年卒